# Colom verdós de Sumba
El colom verdós de Sumba (Treron teysmannii) és una espècie d'ocell de la família dels colúmbids (Columbidae) endèmic dels boscos de Sumba, a les illes Petites de la Sonda.